# Grube Hindernihs
Die Grube Hindernihs ist eine ehemalige Eisen-Grube des Bensberger Erzreviers in Bergisch Gladbach. Das Gelände gehört zum Stadtteil Asselborn. Die erste Mutung erfolgte auf den Namen Marienberg am 8. Dezember 1862. Es folgte eine erneute Mutung vom 1. Juni 1865 auf den Namen Catharina. Am 12. September 1865  wurde die Verleihungsurkunde auf Eisenstein mit dem Namen Hindernihs ausgestellt. An dem Kreuzungspunkt der Straßen von Bech, Büchelterhof und von Breitenweg war der Fundpunkt der Grube zwischen Wiesen in einem schmalen Siefen. Spuren des Bergbaus sieht man nicht mehr. Über die  Betriebstätigkeiten ist nichts bekannt.